# Jean-Frédéric Bernard
Jean-Frédéric Bernard (Velaux, 1683 – Amsterdam, 27 giugno 1744) è stato un editore e scrittore francese.

## Biografia
Nato da una famiglia di ugonotti, si rifugiò ad Amsterdam a causa delle persecuzioni di cui gli stessi ugonotti furono oggetto in Francia durante il periodo in cui Bernard visse.

## Opera

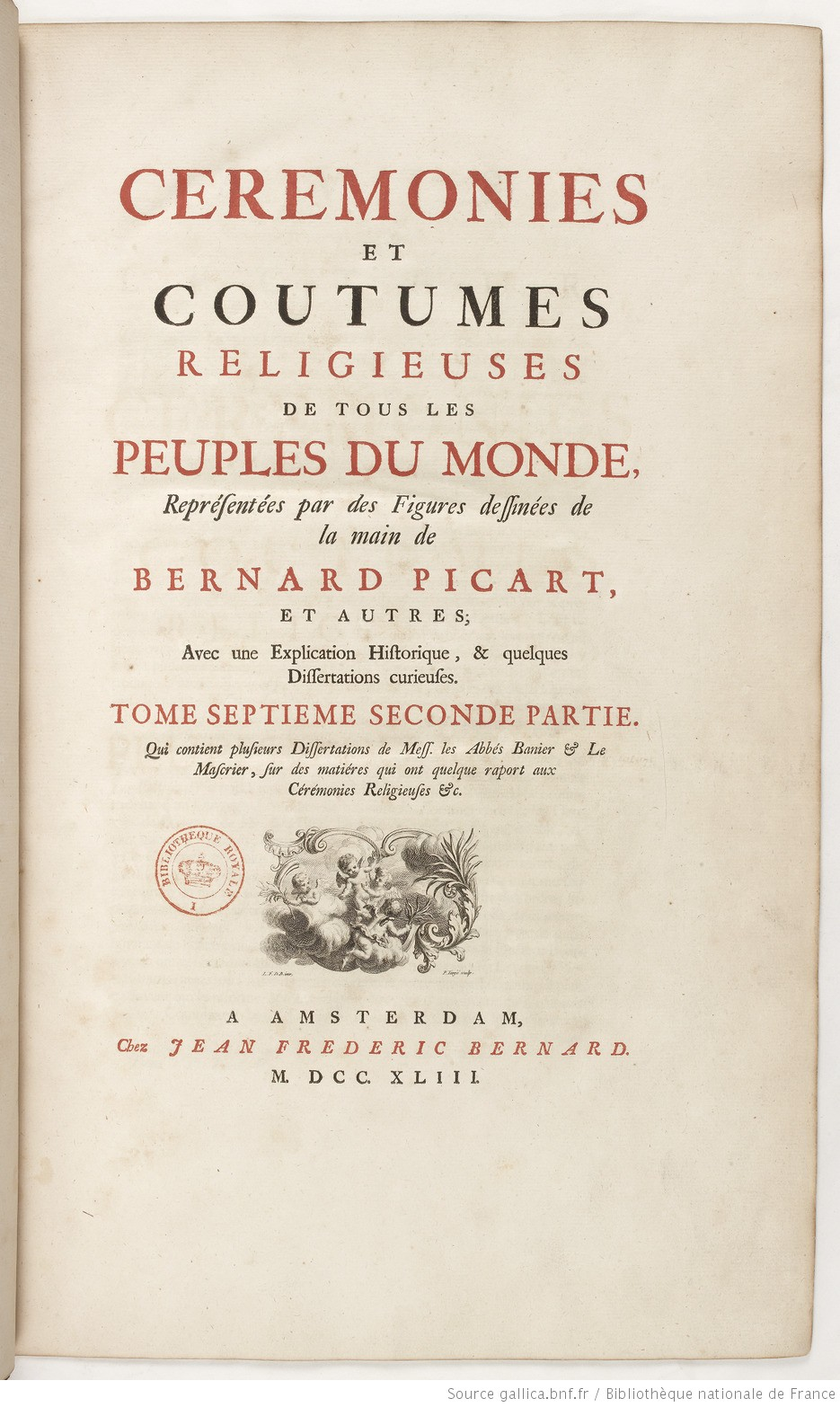
Cérémonies et coutumes religieuses de tous les peuples du monde, représentées par des figures dessinées de la main de Bernard Picart, t. VII, p. II, Amsterdam, Jean-Frédéric Bernard (1743).

L'opera più nota di Jean-Frédéric Bernard è, con ogni probabilità, l'enciclopedia delle religioni intitolata Cérémonies et Coutumes Religieuses de tous les Peuples du Monde, realizzata in collaborazione con l'incisore e disegnatore Bernard Picart tra il 1723 e il 1743. 
Tale opera è considerata «iI libro che cambiò l'Europa» dagli studiosi Lynn Hunt, Margaret C. Jacob, e Wijnand Mijnhardt, secondo i quali Cérémonies è il primo grande studio comparativo delle religioni pubblicato nel Vecchio Continente, costituendo un rilevante contributo alla tolleranza religiosa, apparso sulla scena culturale in tempo di persecuzioni e conflitti tra comunità religiose.
Cérémonies fu opera successivamente e più volte rieditata, aggiornata e tradotta, anche con titoli diversi e da altri editori (per esempio, da Antoine Banier e Jean-Baptiste Le Mascrier con il titolo Histoire Générale des Cérémonies Religieuses de tous les Peuples du Monde, nel 1741).

## Opere principali
- 1723-1743 - Cérémonies et Coutumes Religieuses de tous les Peuples du Monde
- 1733-1736 - Superstitions Anciennes et Modernes